# Боголюбский, Николай Иванович
Никола́й Ива́нович Боголю́бский (27 октября [8 ноября] 1856, Самарская губерния — 1 октября 1926, Москва) — русский богослов, проповедник, один из руководителей обновленчества.

## Биография
Родился 27 октября (8 ноября) 1856 года в семье протоиерея Самарской епархии. Окончил Самарскую духовную семинарию (1876) и Московскую духовную академию (1880) со степенью кандидата богословия. С 30 июля 1880 года по 10 марта 1883 года преподавал греческий язык в Подольской духовной семинарии. В апреле 1883 года рукоположен в диаконе и священника с определением к Скорбященской церкви при Самарском тюремном замке. В 1884—1897 годах был законоучителем в самарской женской гимназии; кроме этого преподавал греческий язык в самарской духовной семинарии. 
После защиты в Московской духовной академии диссертации «Ислам, его происхождение и сущность по сравнению с христианством» (1885) был утверждён в степени магистра богословия (1887).
Возведён в сан протоиерея (1892). Состоял настоятелем Казанского собора Самары (с 6 июня 1891 года). С 16 июля 1897 года — ректор Самарской духовной семинарии и редактор «Самарских епархиальных ведомостей».
В марте 1902 года он стал профессором православного богословия Московского сельскохозяйственного института и настоятелем институтской церкви. В 1903 году вышли в свет его брошюры «О свойствах сердца Божия» и «Дело искупления рода человеческого, совершенное Иисусом Христом», написанные под сильным влиянием «юридической теории» спасения.
С 1907 года он являлся членом Московского духовного цензурного комитета, с 1909 года — профессором богословия Московского коммерческого института.
В феврале 1911 года Н. И. Боголюбский был назначен ординарным профессором богословия Московского университета и настоятелем (с марта 1911) университетской церкви. В 1913 году Боголюбским был издан курс лекций «Богословие в апологетических чтениях», основной целью которого была критика господствовавших в то время материализма и рационализма.
В марте 1917 года был избран в Московский епархиальный совет, 1 июня был избран председателем Всероссийского съезда духовенства и мирян, а 17 января 1918 года председательствовал на заседании совета Союза духовенства и мирян, созданного для защиты московских монастырей и приходов от посягательств советской власти.
С осени 1918 года стал преподавать историю и философию религий на историко-философском факультете Московского университета; был ректором Православной народной академии богословских наук, в которой читал курс «Христианское миропонимание (догматика и апологетика)».
После закрытия университетского храма назначен в Богоявленский Елоховский собор, а затем настоятелем храма Большого Вознесения. В 1922 году уклонился в обновленческий раскол, вошёл в состав обновленческого Высшего церковного управления. В мае 1923 года участвовал в обновленческом «Втором Всероссийском поместном соборе» (первом обновленческом), где был избран в состав Высшего церковного совета.
Умер 1 октября 1926 года без покаяния в обновленческом расколе. Похоронен на Семёновском кладбище.

## Сочинения
- Ислам, его происхождение и сущность по сравнению с христианством (магистерская диссертация, изд.: Самара, 1885).
- О свойствах сердца Божия и Дело искупления рода человеческого, совершенное Иисусом Христом (1903)
- Об административно-воспитательном строе в духовных семинариях // «Богословский вестник». — 1907.
- Богословие в апологетических чтениях (курс лекций, 1913).